# Íllora
Íllora là một đô thị trong tỉnh Granada, Tây Ban Nha. Dân số năm 2024 là 9.918 người.